# Mauerkammergrab von Aspenstedt

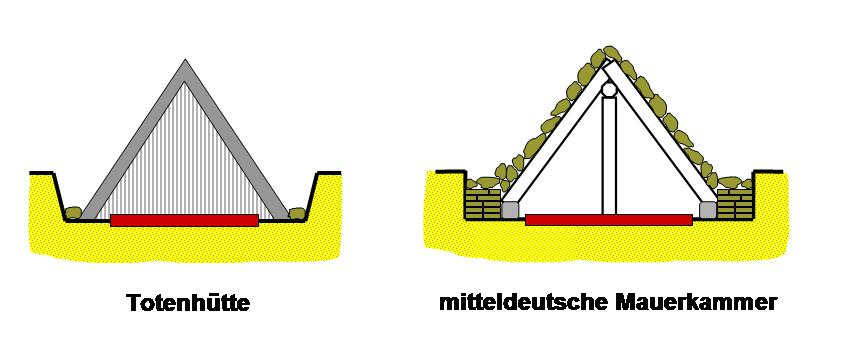
Totenhütte (Bohlenkammer) und Mauerkammergrab

Das Mauerkammergrab von Aspenstedt ist ein archäologischer Fundplatz in Sachsen-Anhalt.

## Beschreibung
Das etwa 0,5 m eingetiefte Mauerkammergrab von Aspenstedt, einem Ortsteil der Stadt Halberstadt im Landkreis Harz in Sachsen-Anhalt, wurde beim Kiesabbau auf dem „Großen Berg“ östlich von Aspenstedt entdeckt, und 1954 von Heinz Ebert ausgegraben. 
Die Ost-West orientierte, 3,3 m × 2,5 m große Kammer des Mauerkammergrabes hat Seitenwände, die durch Steinsetzungen gebildete werden. Kalksteinplatten, die vermutlich ursprünglich auf der hölzernen Dachkonstruktion lagen, bedeckten das Grab. Die Anlage hat kein Bodenpflaster und es gibt keinen Hinweis auf einen Zugang. 
In der Kammer waren Leichenbrand und angekohlte menschliche Knochen verstreut, die die Reste von mindestens 11 Erwachsenen und fünf Kindern waren. Im Südteil des Grabes und in der Mitte und lagen durch Brand verformte und gebrochene Ober- und Unterarmknochen. Nur wenige befanden sich noch im anatomischen Verband. 
Die Reste von 13 Gefäßen wurden gefunden. Vier fanden sich unmittelbar östlich des Randes der Eintiefung des Grabes. Sechs Gefäße lagen im Nordwesten der Kammer in sichelförmiger Anordnung. Neben den Skelettresten eines Kindes, lag im Südwesten ein Hundezahn. In der östlichen Hälfte des Grabes und auf der sich anschließenden Fläche weisen starke Holzkohlekonzentrationen auf einen intensiven Grabbrand hin. 
Die Keramik stellt das Kollektivgrab in die Bernburger Kultur. Eine 14C-Datierung der Holzkohle ergab 2603±100 v. Chr.
In geringer Distanz dazu fand sich das Grab „1952“. In diesem Grab fanden sich ein menschliches Skelett und ein in der Zeit sehr seltener kupferner Nietdolch.